# TOPIO

TOPIO 3.0 tại triển lãm Robot quốc tế IREX 2009

TOPIO ("TOSY Ping Pong Playing Robot") là robot dáng người có khả năng chơi bóng bàn với con người. Được phát triển từ năm 2005 bởi công ty TOSY của Việt Nam. Lần đầu tiên TOPIO phiên bản 1.0 được đưa ra giới thiệu tại Triển lãm Robot quốc tế IREX vào tháng 11 năm 2007 tại thành phố Tokyo, Nhật Bản. Đến nay, TOPIO đã ra mắt phiên bản 3.0 có hình dáng giống người hơn.

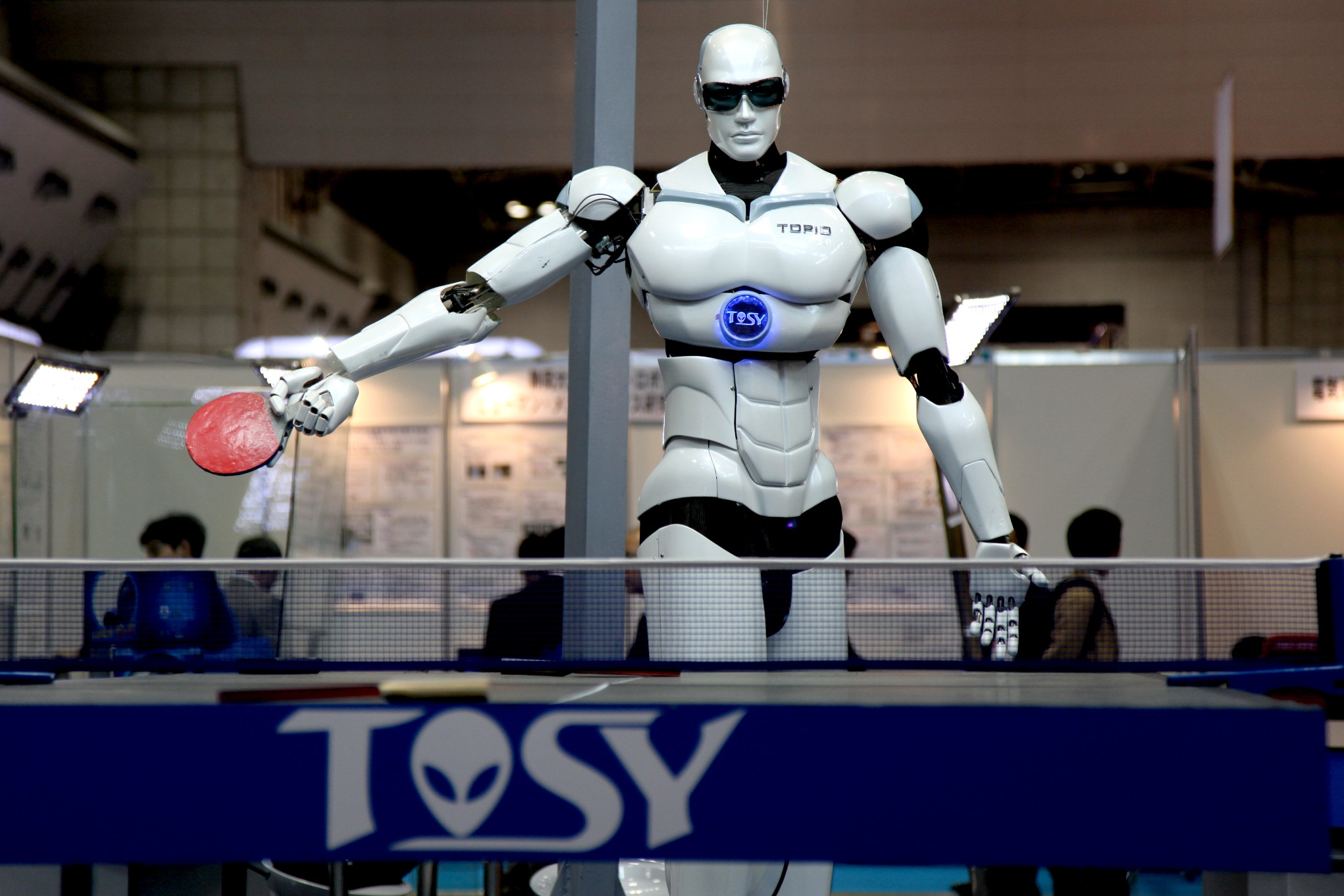
TOPIO 3.0 tại triển lãm Robot Quốc tế, Tokyo-Nhật Bản

## Lịch sử phát triển

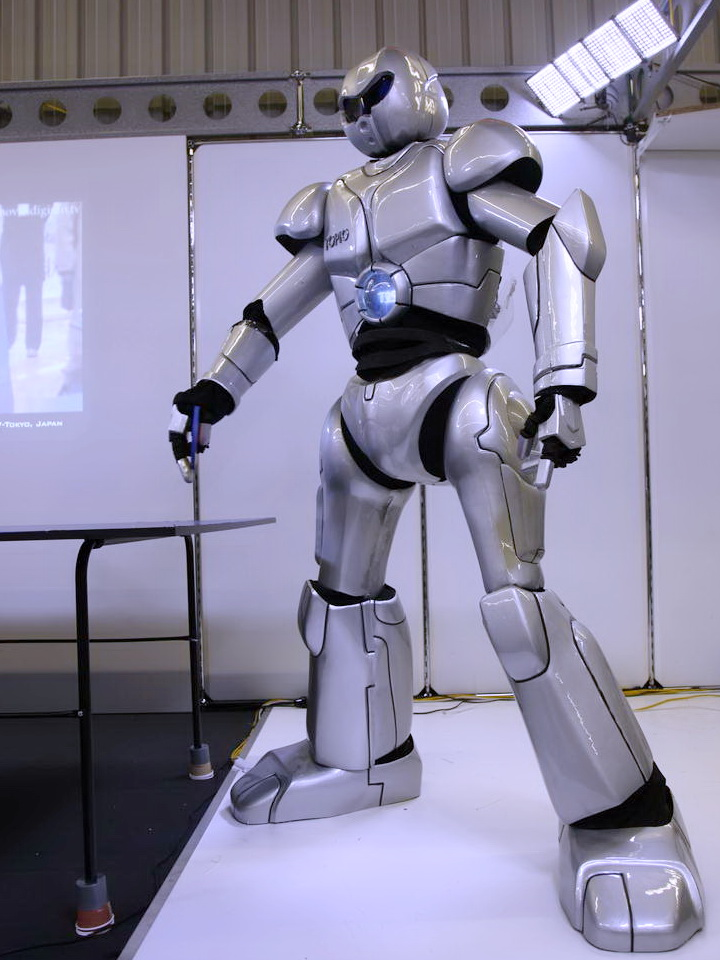
TOPIO 2.0 tại triển lãm đồ chơi quốc tế ToyFair, Nuremberg-Đức

| Thời gian    | Địa điểm                                                    | Sự kiện                                      | Đặc điểm                                |
| ------------ | ----------------------------------------------------------- | -------------------------------------------- | --------------------------------------- |
| 11/2005      | TOSY ROBOTICS JSC                                           | Dự án TOPIO được bắt đầu                     |                                         |
| 7/2007       | TOSY ROBOTICS JSC                                           | Giới thiệu bản thử nghiệm đầu tiên của TOPIO | 8 bậc tự do, l chân, hệ thống thủy lực  |
| 28/11/2007   | Triển lãm Robot quốc tế IREX 2007, Tokyo, Nhật Bản          | Giới thiệu phiên bản TOPIO 1.0               | 20 bậc tự do, 4 chân, hệ thống thủy lực |
| 05/02/2009   | Triển lãm đồ chơi quốc tế ToyFair 2008, Nuremburg, Đức      | Giới thiệu phiên bản TOPIO 2.0               | 42 bậc tự do, 2 chân, dùng động cơ điện |
| 25/11/2009   | Triển lãm Robot quốc tế IREX 2009, Tokyo, Nhật Bản          | Giới thiệu phiên bản TOPIO 3.0               | 39 bậc tự do, 2 chân, dùng động cơ điện |
| 4-9/02/2010  | Triển lãm đồ chơi quốc tế ToyFair 2010, Nuremburg, Đức      | Phiên bản TOPIO 3.0                          | 39 bậc tự do, 2 chân, dùng động cơ điện |
| 8-11/06/2010 | Triển lãm tự động hóa thế giới AUTOMATICA 2010, Munich, Đức | Phiên bản TOPIO 3.0                          | 39 bậc tự do, 2 chân, dùng động cơ điện |

## Chi tiết kỹ thuật
| Thông số             | TOPIO 1.0                        | TOPIO 2.0                                               | TOPIO 3.0                                               |
| -------------------- | -------------------------------- | ------------------------------------------------------- | ------------------------------------------------------- |
| Chiều cao            | 185 cm                           | 215 cm                                                  | 188 cm                                                  |
| Khối lượng           | 300 kg                           | 60 kg                                                   | 120 kg                                                  |
| Cấp diện             | Thủy lực                         | battery, 48V 20AH                                       | battery, 48V 20AH                                       |
| Thiết bị chuyển động | Hệ thống thủy lực                | Động cơ điện                                            | Động cơ điện                                            |
| Số chân              | 6                                | 2                                                       | 2                                                       |
| Máy ảnh tốc độ cao   | 2                                | 2                                                       | 2                                                       |
| Continuous shots     | 6                                | 5                                                       | 10                                                      |
| Bậc tự do            | 20 Đầu: 2 Mỗi tay: 6 Mỗi chân: 1 | 42 Đầu: 3 Mỗi tay: 7 Mỗi chân: 6 Bụng: 3 Mỗi bàn tay: 5 | 39 Đầu: 2 Mỗi tay: 7 Mỗi chân: 6 Bụng: 1 Mỗi bàn tay: 5 |

## Công nghệ
- Ghi nhận quỹ đạo của các đối tượng di chuyển rất nhanh
- Trí tuệ nhân tạo
- Giảm quán tính hệ thống cơ khí
- Điều khiển di chuyển nhanh và chính xác
- Đi lại cân bằng trên hai chân